# Alococarpum
Alococarpum es un género monotípico  perteneciente a la familia  Apiaceae. Su única especie: Alococarpum erianthum es originaria de Irán.

## Taxonomía
Alococarpum erianthum fue descrita por (DC.) Riedl & Kuber y publicado en Anz. Österr. Akad. Wiss., Math.-Naturwiss. Kl. 101: 364. 1964.
Sinonimia
- Cachrys eriantha DC.
- Pycnocycla macrocarpa Decne. ex Boiss.